# Isaäc da Costa (scrittore)
Isaäc da Costa (Amsterdam, 1798 – 1860) è stato uno scrittore olandese.

## Biografia
Di origini ebraico-portoghesi, si convertì al calvinismo per influsso di Willem Bilderdijk; tra le sue opere si annoverano Accuse contro lo spirito del secolo (1823) e Guardiano, che ne è della notte? (1847), opera inquietantemente profetica della Rivoluzione del 1848.